# Sinularia molesta
Sinularia molesta is een zachte koraalsoort uit de familie Alcyoniidae. De koraalsoort komt uit het geslacht Sinularia. Sinularia molesta werd in 1970 voor het eerst wetenschappelijk beschreven door Tixier-Durivault. 